# Anna Sünkel
Anna Sünkel (* 1992 in Lichtenfels) ist eine deutsche Kostümbildnerin.

## Leben
Sünkel absolvierte das Studium Modedesign an der Modeschule Brigitte Kehrer in Stuttgart. Im Jahr 2016 arbeitete sie als freie Kostümassistentin an der Oper Halle. Von 2017 bis 2020 war sie feste Kostümassistentin am Schauspiel Frankfurt.

## Kostüme (Auswahl)
- 2018 An Oak Tree von Tim Crouch am Schauspiel Frankfurt | Regie: Tim Crouch[2]
- 2018 Patentöchter von Corinna Ponto und Julia Albrecht am Schauspiel Frankfurt | Regie: Regina Wenig[3]
- 2021 Burt Turrido. An Opera von und mit dem Nature Theater of Oklahoma am Künstlerhaus Mousonturm | Regie: Kelly Copper & Pavol Liška[4]
- 2021 NSU 2.0 von Nuran David Calis am Schauspiel Frankfurt | Regie: Nuran David Calis[5]
- 2022 Tannhäuser von Richard Wagner an der Oper Wuppertal | Regie: Nuran David Calis[6]
- 2022 Das weiße Dorf von Teresa Dopler am Theater Landungsbrücken Frankfurt | Regie: Kornelius Eich[7]
- 2022 Medea 38 / Stimmen von Doğan Akhanlı am Theater Bonn | Regie: Nuran David Calis[8]
- 2023 Die Argonauten von Franz Grillparzer am Salzburger Landestheater| Regie: Nuran David Calis
- 2023 Nathan von Nuran David Calis am Nationaltheater Mannheim | Regie: Nuran David Calis[9]
- 2024 Die Odyssee von Homer am Salzburger Landestheater Regie: Nuran David Calis